# Unienville
Unienville est une commune française située dans le département de l'Aube, en région Grand Est.

## Géographie
| Dienville |            | La Rothière |
|           | Unienville |             |
| Amance    |            | Juvanzé     |

Le village est implanté au bord de l'Aube, en bordure de deux zones distinctes : la forêt et les grands lacs à l'ouest et la plaine agricole de Brienne-le-Château à l'est. Il se situe au carrefour entre quatre bourgs, chefs-lieux de cantons, que sont Bar-sur-Aube, Brienne-le-Château, Vendeuvre-sur-Barse et Piney, mais aussi à distances comparables (50 km environ) de quatre villes plus importantes : Chaumont, Saint-Dizier, Vitry-le-François et Troyes.

### Topographie
La plus ancienne origine connue du nom Unienville date de 1099, le village se nommait alors Unicivilla. D'autres noms sont ensuite répertoriés comme Univilla (1136) puis Univille (1296). Le nom actuel daterait au plus tard du XVIe siècle. On suppose que ce toponyme est composé du nom propre germanique "Hunichin" et de "villa" (maison de campagne en latin).
Le cadastre de 1825 cite au territoire : Arcenay, Aubry, Autre-Monde, Bâtilly, Breuil, les Caves, la Cour-au-Bâtard, Essarts, le fossé du Maure, les Fourches, Gagnage-au-Comte, la Lisouesderie, le ruisseau Mort, Moulin-à-Vent, Pierrottes, Pont-au-Saguenet, le Reître, Saint-Gengoul, Saint-Quentin, Saint-Symphorien et la Saulaie.

### Hydrographie
La commune est dans la région hydrographique « la Seine de sa source au confluent de l'Oise (exclu) » au sein du bassin Seine-Normandie. Elle est drainée par l'Aube, l'Amance, l'Arcot, le Fossé 01 de la Rigole, le Fossé 01 du Breuil, le Fossé 01 du Pré des Echelles, le Fossé 03 des Grands Prés et divers autres petits cours d'eau,.
L'Aube, d'une longueur de 249 km, prend sa source dans la commune d'Auberive et se jette  dans la Seine à Marcilly-sur-Seine, après avoir traversé 82 communes. 
L'Amance, d'une longueur de 13 km, prend sa source dans la commune de Vauchonvilliers et se jette  dans l'Aube à Mathaux, après avoir traversé six communes. 

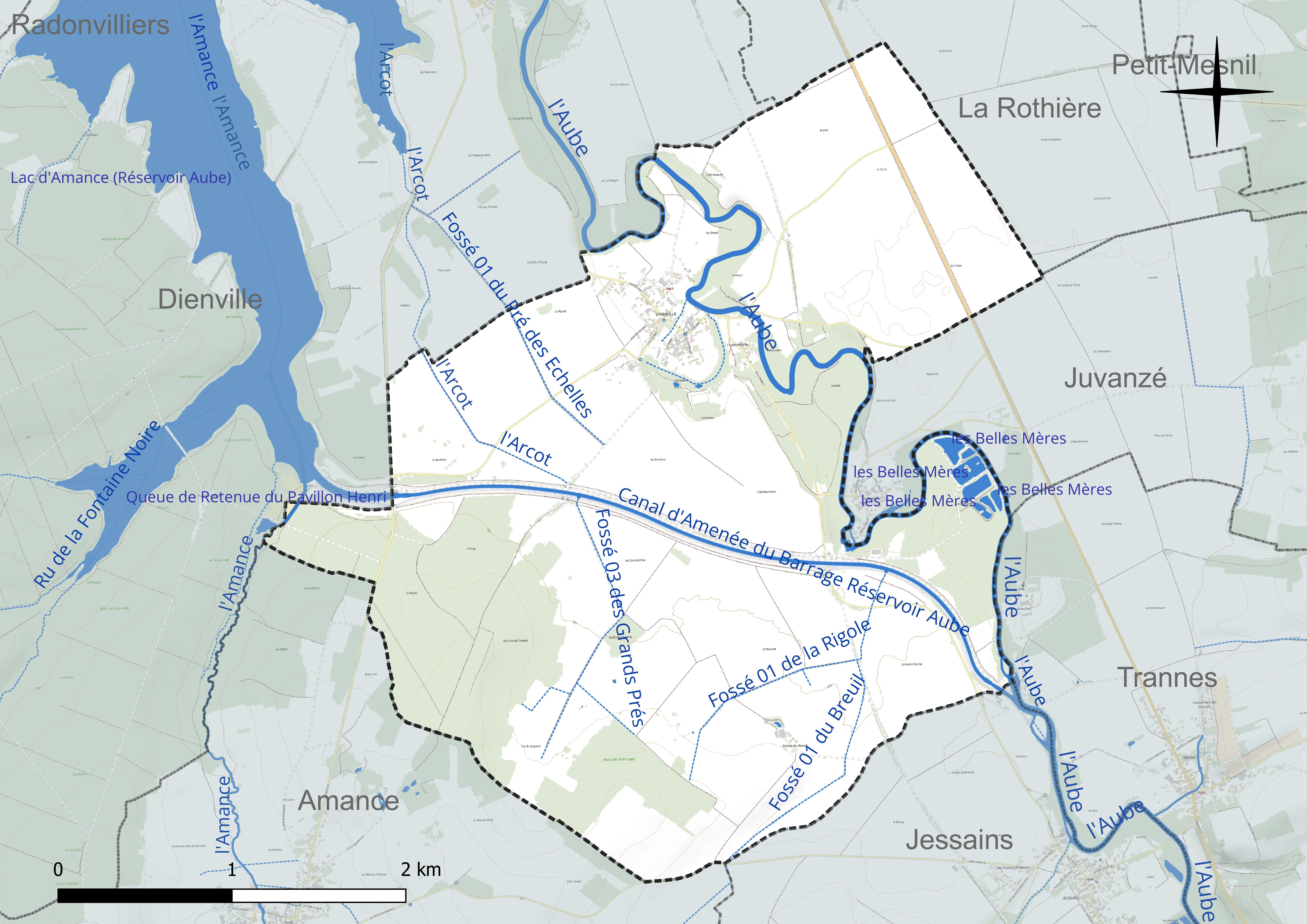
Réseau hydrographique d'Unienville.

Un plan d'eau complète le réseau hydrographique : les Belles Mères (1,7 ha),.

### Climat
Pour des articles plus généraux, voir Climat du Grand Est et Climat de l'Aube.
En 2010, le climat de la commune est de type climat océanique dégradé des plaines du Centre et du Nord, selon une étude du Centre national de la recherche scientifique s'appuyant sur une série de données couvrant la période 1971-2000. En 2020, Météo-France publie une typologie des climats de la France métropolitaine dans laquelle la commune est exposée à un climat océanique altéré et est dans la région climatique  Lorraine, plateau de Langres, Morvan, caractérisée par un hiver rude (1,5 °C), des vents modérés et des brouillards fréquents en automne et hiver. 
Pour la période 1971-2000, la température annuelle moyenne est de 10,5 °C, avec une amplitude thermique annuelle de 15,9 °C. Le cumul annuel moyen de précipitations est de 801 mm, avec 12,1 jours de précipitations en janvier et 8,4 jours en juillet. Pour la période 1991-2020, la température moyenne annuelle observée sur la station météorologique de Météo-France la plus proche, « Mathaux-Étape », sur la commune de Mathaux à 7 km à vol d'oiseau, est de 11,5 °C et le cumul annuel moyen de précipitations est de 733,9 mm. 
La température maximale relevée sur cette station est de 41,5 °C, atteinte le 25 juillet 2019 ; la température minimale est de −18 °C, atteinte le 2 janvier 1997,,. 
Les paramètres climatiques de la commune ont été estimés pour le milieu du siècle (2041-2070) selon différents scénarios d'émission de gaz à effet de serre à partir des nouvelles projections climatiques de référence DRIAS-2020. Ils sont consultables sur un site dédié publié par Météo-France en novembre 2022.

## Urbanisme

### Typologie
Au 1er janvier 2024, Unienville est catégorisée commune rurale à habitat dispersé, selon la nouvelle grille communale de densité à 7 niveaux définie par l'Insee en 2022.
Elle est située hors unité urbaine et hors attraction des villes,.

### Occupation des sols
L'occupation des sols de la commune, telle qu'elle ressort de la base de données européenne d’occupation biophysique des sols Corine Land Cover (CLC), est marquée par l'importance des territoires agricoles (71,5 % en 2018), une proportion identique à celle de 1990 (71,5 %). La répartition détaillée en 2018 est la suivante : 
terres arables (55,6 %), forêts (24,5 %), prairies (9,8 %), zones agricoles hétérogènes (6,1 %), eaux continentales (4 %). L'évolution de l’occupation des sols de la commune et de ses infrastructures peut être observée sur les différentes représentations cartographiques du territoire : la carte de Cassini (XVIIIe siècle), la carte d'état-major (1820-1866) et les cartes ou photos aériennes de l'IGN pour la période actuelle (1950 à aujourd'hui).

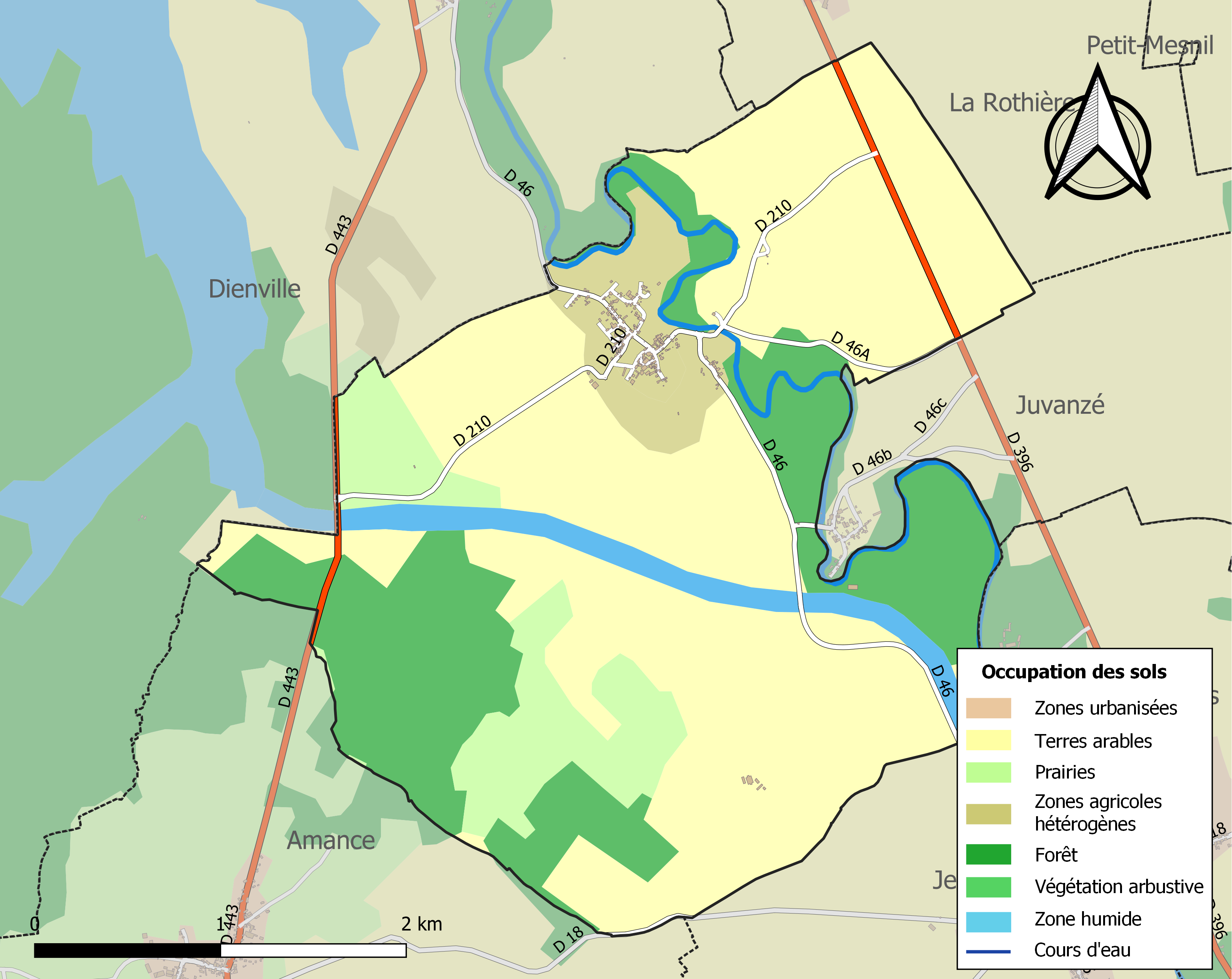
Carte des infrastructures et de l'occupation des sols de la commune en 2018 (CLC).

## Histoire
- Les plus anciennes traces de vie sur la commune dateraient d'entre 200 000 et 40 000 ans avant le présent. Deux sites relevant du Moustérien ont été mis au jour par Raymond Tomasson en 1984 (et détruits) durant le creusement du canal d'amenée au réservoir Aube. Seules des dizaines d'objets en pierre taillée ont été sauvés, dont des lames, couteaux et un racloir[19].

Le fief relevait de Brienne ; le plus ancien seigneur serait Payen d'Unienville, cité sur une charte de 1136. Gui d'Unienville vendait ce qu'il avait de dîmes en ladite ville à l'abbaye de Boulancourt en 1233. La seigneurie fut longtemps divisée, puis réunie en la main de Pierre Grassin, seigneur de Dienville en 1723 et passait en 1772 à Louis Lomélie, comte de Brienne, dernier seigneur.
En 1789, Unienville était de l'intendance et la généralité de Châlons, de l'élection de Bar-sur-Aube et du bailliage de Chaumont.
- Le village d'Unienville fut le théâtre d'affrontements, en février 1814, lors de la bataille dite "de la Rothière". Le pont sur la rivière Aube est en effet un point stratégique pour empêcher les troupes coalisées de contourner l'armée napoléonienne. Celle-ci, basée sur la plaine de la Rothière, défend Brienne-le-Château d'où Napoléon attend de pouvoir rallier Troyes pour défendre l'accès à Paris.
- En 1940, durant la Seconde Guerre mondiale, un autre pont sur l'Aube est dynamité par les troupes françaises en retraite[20]. Ce pont permettait le franchissement de la rivière par la ligne ferroviaire de Jessains à Sorcy.Unienville ne sera ainsi plus desservie par le train, qui reliait auparavant le village aux bourgs de Brienne-le-Château et Bar-sur-Aube.

### Arcenay
Fief cité en 1636 comme appartenant à la Dame d'Avanne et ses enfants et un terrier y loge la ferme de la Garenne, une rue du village a porté le nom de rue d'Arcenay.

### Bâtillery
Ancien fief relevant de Chaumont ayant appartenu à Henri de Lomélie, comte de Brienne, en 1642. Il a aussi été nommé Gagnage-au-Comte ou la Bâtillerie.

### Le Pont-au-Saguenet
Ancien fief relevant de Brienne, appartenant au sieur de la Chaussé en 1636 et faisait cinquante ou soixante journaux ; elle était à Henri de Lomélie en 1642.

## Politique et administration
| Période                                  | Période  | Identité              | Étiquette | Qualité           |
| ---------------------------------------- | -------- | --------------------- | --------- | ----------------- |
| autour de                                | 1842     | Hyacinthe Saget       |           |                   |
| mars 2001                                | 2008     | Sylvie Najotte        |           |                   |
| mars 2008                                | 2014     | Alexandre Rozelier    | DVD       | Employé de banque |
| mars 2014                                | 2020     | Pascal Chatel         | DVD       | Fonctionnaire     |
| 2020                                     | En cours | Jean-Michel Chatelain |           | Agriculteur       |
| Les données manquantes sont à compléter. |          |                       |           |                   |

## Démographie
L'évolution du nombre d'habitants est connue à travers les recensements de la population effectués dans la commune depuis 1793. Pour les communes de moins de 10 000 habitants, une enquête de recensement portant sur toute la population est réalisée tous les cinq ans, les populations de référence des années intermédiaires étant quant à elles estimées par interpolation ou extrapolation. Pour la commune, le premier recensement exhaustif entrant dans le cadre du nouveau dispositif a été réalisé en 2004.

En 2022, la commune comptait 108 habitants, en évolution de −16,28 % par rapport à 2016 (Aube : +0,7 %, France hors Mayotte : +2,11 %).
| 1793 | 1800 | 1806 | 1821 | 1831 | 1836 | 1841 | 1846 | 1851 |
| ---- | ---- | ---- | ---- | ---- | ---- | ---- | ---- | ---- |
| 375  | 399  | 388  | 395  | 426  | 439  | 444  | 450  | 446  |

| 1856 | 1861 | 1866 | 1872 | 1876 | 1881 | 1886 | 1891 | 1896 |
| ---- | ---- | ---- | ---- | ---- | ---- | ---- | ---- | ---- |
| 420  | 417  | 368  | 321  | 299  | 295  | 499  | 278  | 246  |

| 1901 | 1906 | 1911 | 1921 | 1926 | 1931 | 1936 | 1946 | 1954 |
| ---- | ---- | ---- | ---- | ---- | ---- | ---- | ---- | ---- |
| 221  | 221  | 216  | 229  | 207  | 205  | 212  | 185  | 208  |

| 1962 | 1968 | 1975 | 1982 | 1990 | 1999 | 2004 | 2006 | 2009 |
| ---- | ---- | ---- | ---- | ---- | ---- | ---- | ---- | ---- |
| 205  | 192  | 167  | 149  | 139  | 116  | 116  | 104  | 114  |

| 2014 | 2019 | 2022 | - | - | - | - | - | - |
| ---- | ---- | ---- | - | - | - | - | - | - |
| 127  | 116  | 108  | - | - | - | - | - | - |

## Culture locale et patrimoine
- Unienville fait partie du parc naturel régional de la forêt d'Orient[29], qui œuvre pour la préservation des espaces naturels et du riche patrimoine culturel et architectural du secteur. Sur la commune, les constructions se caractérisent par des bâtisses en moellons de calcaire, à tuiles plates ou creuses, mais aussi des maisons à pans de bois.
- La commune compte deux monuments classés, dont une grange de la ferme du Breuil[30], anciennement rattachée à l'abbaye de Clairvaux, et des tronçons de voie romaine[31].
- L'église Saint-Symphorien date du XIIe siècle qui était au doyenné de Brienne à la collation de l'évêque. Elle a subi des remaniements et reconstructions du XVIe au XIXe siècle. En forme de croix latine, son abside voûtée en cul-de-four fut remaniée au XVIIIe siècle. La nef se termine par un portail que ferment des vantaux[32] du XVIe siècle. L'ancien sanctuaire forme l'actuelle chapelle de la Sainte-Vierge (XVe siècle) où le vitrail restant[33] serait l'œuvre de Linard Gonthier, célèbre peintre troyen[34]. Elle a aussi comme mobilier :
  - la dalle funéraire de Catherine Barat[35], femme de Jean Jolly, morte le 14 mai 1660 ;
  - la dalle funéraire de Humberte Davanne[36], morte en 1580 ;
  - la dalle funéraire de Dider Fraignel[37], mort en 1652 ;
  - les dalles funéraire de Jeanne Davanne[38], morte en 1631 et de son époux Edme Dumesgnil[39], mort en 1608 ;
  - un tableau représentant l' Institution du Rosaire[40], peint en 1842 par de Rycke ;
  - un bénitier[41] circulaire sur une colonne de base carrée de la Renaissance ;
  - un maître autel[42] en bois peint et doré, de style faux marbre.
- Unienville se trouve sur le tracé du chemin de grande randonnée GR 654, reliant Namur à Montréal-du-Gers via Vézelay notamment. Ce chemin est emprunté par de nombreux pèlerins car il permet d'atteindre Saint-Jacques-de-Compostelle depuis la Belgique, voire les Pays-Bas, en rejoignant le GR 65.
- Le village est aussi une étape possible sur la via Francigena, qui relie Calais (donc la Grande-Bretagne) à Rome. Ce chemin est aujourd'hui matérialisé en France par le GR 145.
- Les espaces naturels de la commune abritent des espèces rares et protégées, comme le Triton à crête (Triturus cristatus) ou la Pyrole verdâtre (Pyrola chloranta)[43]. Cette dernière est par ailleurs un symbole officieux de la commune. Une partie de la commune est classée en tant que ZNIEFF (Zone Naturelle d'Intérêt Écologique, Faunistique et Floristique), continentale de Type 1.
- La commune compte un ensemble d'étangs, qui accueillent notamment une activité touristique liée à la pêche à la carpe. Un camping spécialisé y reçoit une clientèle exclusivement anglophone. Ce site porte paradoxalement un nom le rattachant à une commune voisine : les Lacs de Juvanzé[44].

## Personnalités liées à la commune
- Pierre Grassin, directeur général des Monnaies de France, baron d'Arcis et Dienville, qui aurait cédé la seigneurie d'Unienville à son neveu Antoine Marrier, vers 1739.
- Antoine Marrier (1724 - 1790), premier baron d'Unienville, officier au régiment de Picardie et commissaire pour le roi à Sarrebourg.
- Marie Claude Marrier d'Unienville (1766 - 1831), second baron d'Unienville, officier de la Marine Française qui combat lors de la guerre d'indépendance des États-Unis à bord du Glorieux puis émigre sur l'ïle Maurice où il occupe notamment le rôle de Président de l'Assemblée Coloniale. Chevalier de l'ordre de Saint -Louis, de la Légion d'honneur, membre fondateur de la société de Cincinnati en France. Il est l'auteur de Statistique de l'île Maurice et ses dépendances (1838). Ancêtre d'Alix d'Unienville, résistante et écrivaine française, Isabelle Marrier, écrivaine française, ou encore Raymond Marrier d'Unienville, juriste et historien.
- Jacques Darnet (1772 - 1886), natif et résident d'Unienville, ce capitaine d'infanterie de ligne fut nommé chevalier de la Légion d'honneur le 14 juin 1804. Il repose aujourd'hui au cimetière du village[45].